# Diana Elles, Baroness Elles
Diana Elles, Baroness Elles (n. 19 iulie 1921 - d. 17 octombrie 2009), a fost un om politic britanic, membru al Parlamentului European în perioadele 1973-1979, 1979-1984 și 1984-1989 din partea Regatului Unit. 
1. 1 2  Diana Louie Newcombe, Baroness Elles, The Peerage, accesat în 9 octombrie 2017
2. ↑   http://www.timesonline.co.uk/tol/comment/obituaries/article6889531.ece Lipsește sau este vid: |title= (ajutor)
3. 1 2 3  The Peerage
4. ↑  CONOR.SI[*] Verificați valoarea |titlelink= (ajutor)
5. ↑  Deputații în Parlamentul European